# Forsmo
Forsmo ist ein kleiner Ort (småort) in der schwedischen Provinz Västernorrlands län und der historischen Provinz Ångermanland in der Gemeinde Sollefteå.
Der Ort Forsmo liegt zwischen den Orten Långsele und Mellansel an der Stambanan genom övre Norrland genannten Bahnstrecke. In Forsmo zweigt die Bahnstrecke Hoting–Forsmo ab, die aber im regulären Personenverkehr nicht mehr bedient wird. Der Riksväg 90 führt am Ort vorbei.